# Гоцич, Живко
Жи́вко Го́цич (серб. Живко Гоцић, 22 августа 1982, Белград, Сербия) — сербский ватерполист, член сборной Сербии, олимпийский чемпион (2016), бронзовый медалист Олимпийских игр 2008 в Пекине и Олимпийских игр 2012 в Лондоне, победитель Чемпионата мира 2009 в Риме и победитель Мировой лиги 2013.

## Карьера
Гоцич начинал карьеру в клубе Партизан из Белграда, где играл в течение пяти лет с 1998 по 2003 год. Затем он перебрался в клуб Ниш (который был переименован в Наис в 2011), а годом спустя в Ортиджу. С 2005 по 2007 год играл в московском Динамо, после чего на три года вернулся в родной Партизан.
Главные победы Живко Гоцича начались в 2006 году, когда он впервые стал чемпионом Европы на домашнем турнире. Спустя три года стал чемпионом мира в Риме, а спустя шесть лет повторил этот успех со сборной в Казани. На Олимпийских играх в 2008 и 2012 годах становился бронзовым призёром, а наивысший успех в карьере случился на олимпийском ватерпольном турнире в Рио — Живко Гоцич стал со своей сборной олимпийским чемпионом.